# سنجاب‌ماهی سرخوی شرقی
سنجاب‌ماهی سرخوی شرقی (نام علمی: Centroberyx affinis) نام یک گونه از راسته سنجاب‌ماهی‌سانان است.